# Алексеев, Борис Яковлевич
Борис Яковлевич Алексеев (род. 28 января 1969 года) — российский учёный-онколог, уролог, член-корреспондент РАН (2025).

## Биография
Родился 28 января 1969 года.
В 1992 году — окончил лечебный факультет Российского государственного медицинского университета.
С 1992 по 1994 годы — обучался в клинической ординатуре РГМУ по онкологии на базе МНИОИ имени П. А. Герцена.
С 1994 по 2013 годы — работал в отделении онкоурологии МНИОИ имени П. А. Герцена, пройдя путь от младшего научного сотрудника до руководителя отделения.
В 1998 году — защитил кандидатскую диссертацию, тема: «Внутрипузырная иммунотерапия поверхностного рака мочевого пузыря».
В 2006 году — защитил докторскую диссертация, тема: «Лечение локализованного и местно-распространенного рака предстательной железы».
С 2009 года — заведующий курсом онкоурологии кафедры урологии РУДН.
В 2010 году — присвоено учёное звание профессора по специальности онкология.
В настоящее время работает заместителем генерального директора по научной работе Национального медицинского исследовательского центра радиологии (НМИЦ) Минздрава России и заместителем директора НИИ урологии и интервенционной радиологии — филиала ФГБУ «НМИЦ» Минздрава России.
В 2025 году — избран членом-корреспондентом РАН от Отделения медицинских наук.

## Научная деятельность
Специалист в области онкоурологии.
Выполняет широкий спектр оперативных вмешательств на всех органах мочевыделительной и мужской половой системы, им разработаны и внедрены высокотехнологичные методы хирургического и малоинвазивного лечения онкоурологических больных.
Им предложены новые методики оперативного лечения больных раком предстательной железы, которые защищены патентами РФ, оригинальные способы лапароскопических хирургических вмешательств при опухолях почки, надпочечника, предстательной железы.
Под его руководством проводятся научные исследования по разработке и усовершенствованию методов диагностики и лечения рака предстательной железы, почки, мочевого пузыря, яичка и надпочечников, по изучению молекулярно-генетических маркеров у онкоурологических больных, по внедрению оригинальных лапароскопических и малоинвазивных методов лечения в онкоурологии, комбинированных и реконструктивно-пластических операций при опухолях малого таза.
Научно-организационная деятельность:
- учёный секретарь Российского общества онкоурологов, член Европейской ассоциации урологов (EAU) и Международного общества урологов (SIU);
- член научного совета Международного Агентства по Изучению Рака (МАИР);
- член диссертационного совета при ФГБУ «НМИЦ» Минздрава России.
- заместитель главного редактора журнала «Онкология. Журнал им. П. А. Герцена»;
- главный редактор журнала «Онкоурология»;
- с 2013 года — член экспертного совета ВАК при Министерстве образования и науки Российской Федерации по хирургическим наукам.